# San Felipe de Aconcágua
San Felipe de Aconcágua é uma província do Chile localizada na região de Valparaíso. Possui uma área de 2.659,2 km² e uma população de 131.911 habitantes (2002). Sua capital é a cidade de San Felipe. 

## Comunas
A província está dividida em 6 comunas:
- San Felipe
- Llaillay
- Putaendo
- Santa María
- Catemu
- Panquehue